# Divize C 2017/2018
V soubojích 53. ročníku České divize C 2017/18 se utkalo 16 týmů dvoukolovým systémem podzim – jaro. Tento ročník odstartoval v sobotu 12. srpna 2017 úvodními pěti zápasy 1. kola.

## Nové týmy v sezoně 2017/18
- Z ČFL 2016/17 nesestoupil nikdo.
- Z krajských přeborů postoupila tato mužstva: FK Jiskra Mšeno – Jablonec nad Nisou z Libereckého přeboru, FK Brandýs nad Labem, FK Zbuzany 1953 a FK Čechie Vykáň ze Středočeského přeboru a dále sem bylo přeřazeno mužsto FK Admira Praha z Divize A.

## Kluby podle přeborů
- Královéhradecký (3): TJ Dvůr Králové nad Labem, MFK Trutnov, TJ Sokol Kratonohy.
- Pardubický (4): SK Vysoké Mýto, TJ Sokol Živanice, FK Letohrad, FK Pardubice "B".
- Liberecký (3): FK Turnov, TJ Spartak Chrastava, FK Jiskra Mšeno – Jablonec nad Nisou.
- Středočeský (5): FK Čáslav, FK Brandýs nad Labem, FK Kolín, FK Zbuzany 1953, FK Čechie Vykáň.
- Praha (1): FK Admira Praha.

## Konečná tabulka
| Poř. | Tým                                      | Z  | V  | VP | PP | P  | VG | OG | B  |
| ---- | ---------------------------------------- | -- | -- | -- | -- | -- | -- | -- | -- |
| 1.   | TJ Sokol Živanice                        | 30 | 21 | 0  | 2  | 7  | 70 | 33 | 65 |
| 2.   | SK Vysoké Mýto                           | 30 | 15 | 5  | 2  | 8  | 52 | 36 | 57 |
| 3.   | FK Zbuzany 1953 (N)                      | 30 | 14 | 5  | 3  | 8  | 67 | 43 | 55 |
| 4.   | FK Kolín                                 | 30 | 14 | 3  | 3  | 10 | 53 | 47 | 51 |
| 5.   | FK Turnov                                | 30 | 12 | 2  | 7  | 9  | 61 | 59 | 47 |
| 6.   | FK Pardubice "B"                         | 30 | 9  | 8  | 3  | 10 | 47 | 45 | 46 |
| 7.   | FK Čáslav                                | 30 | 11 | 4  | 4  | 11 | 53 | 49 | 45 |
| 8.   | MFK Trutnov                              | 30 | 10 | 6  | 3  | 11 | 51 | 55 | 45 |
| 9.   | TJ Sokol Kratonohy                       | 30 | 10 | 5  | 5  | 10 | 47 | 60 | 45 |
| 10.  | FK Jiskra Mšeno - Jablonec nad Nisou (N) | 30 | 11 | 4  | 2  | 13 | 54 | 55 | 43 |
| 11.  | FK Brandýs nad Labem (N)                 | 30 | 9  | 4  | 7  | 10 | 51 | 49 | 42 |
| 12.  | FK Admira Praha                          | 30 | 8  | 5  | 8  | 9  | 48 | 49 | 42 |
| 13.  | TJ Dvůr Králové nad Labem                | 30 | 10 | 3  | 6  | 11 | 38 | 40 | 42 |
| 14.  | FK Čechie Vykáň (N)                      | 30 | 8  | 5  | 1  | 16 | 60 | 75 | 35 |
| 15.  | FK Letohrad                              | 30 | 8  | 3  | 3  | 16 | 35 | 52 | 33 |
| 16.  | TJ Spartak Chrastava                     | 30 | 7  | 1  | 4  | 18 | 53 | 93 | 27 |

Poznámky:
- Z = Odehrané zápasy; V = Vítězství; R = Remízy; P = Prohry; VG = Vstřelené góly; OG = Obdržené góly; B = Body

|  | Postup do ČFL                           |
|  | Sestup do příslušného krajského přeboru |